# Jean-Pierre Ricard (homme politique)
Jean-Pierre Ricard (1740 - 1812) est un homme politique français, député sous la Révolution.

## Biographie

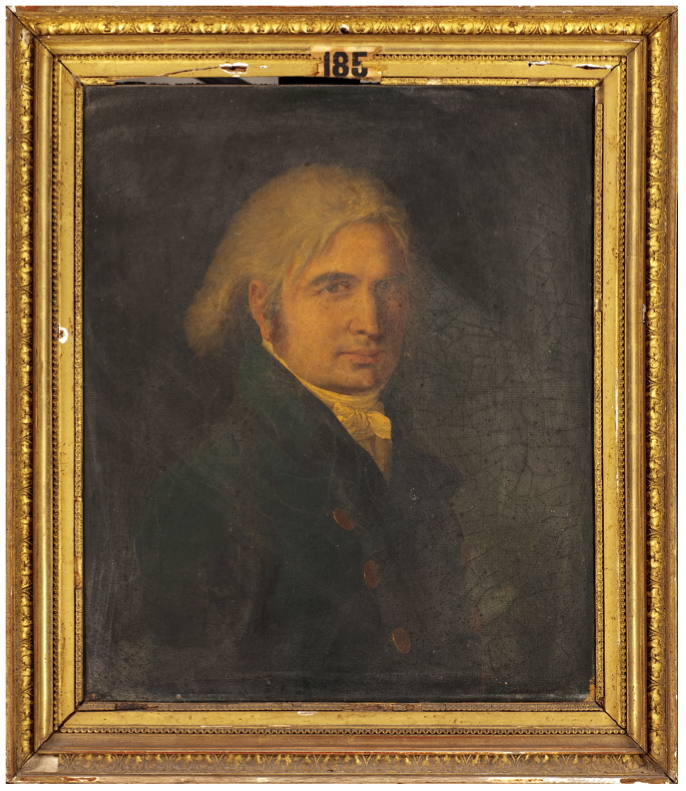
Portrait par Fortuné Dufau, date non précisée. Musée Fabre, Montpellier.

Né le 2 septembre 1740 à Castres (Tarn), Jean-Pierre Ricard est tout d'abord conseiller à la sénéchaussée de sa ville natale. Lors des États généraux de 1789, il est élu député du Tiers-état, le 20 mars 1789. Il prête serment du Jeu de paume, puis accompagne le roi Louis XVI à Paris, le 6 octobre 1789. Néanmoins, il ne participe ensuite pas réellement aux débats de l'Assemblée Constituante.
Il finit par se retirer de la vie politique, le 30 septembre 1791, avant de devenir conseiller à la cour d'appel de Toulouse sous le Premier Empire, fonction qu'il occupe jusqu'à son décès. Il meurt finalement le 6 avril 1812 à Toulouse (Haute-Garonne).

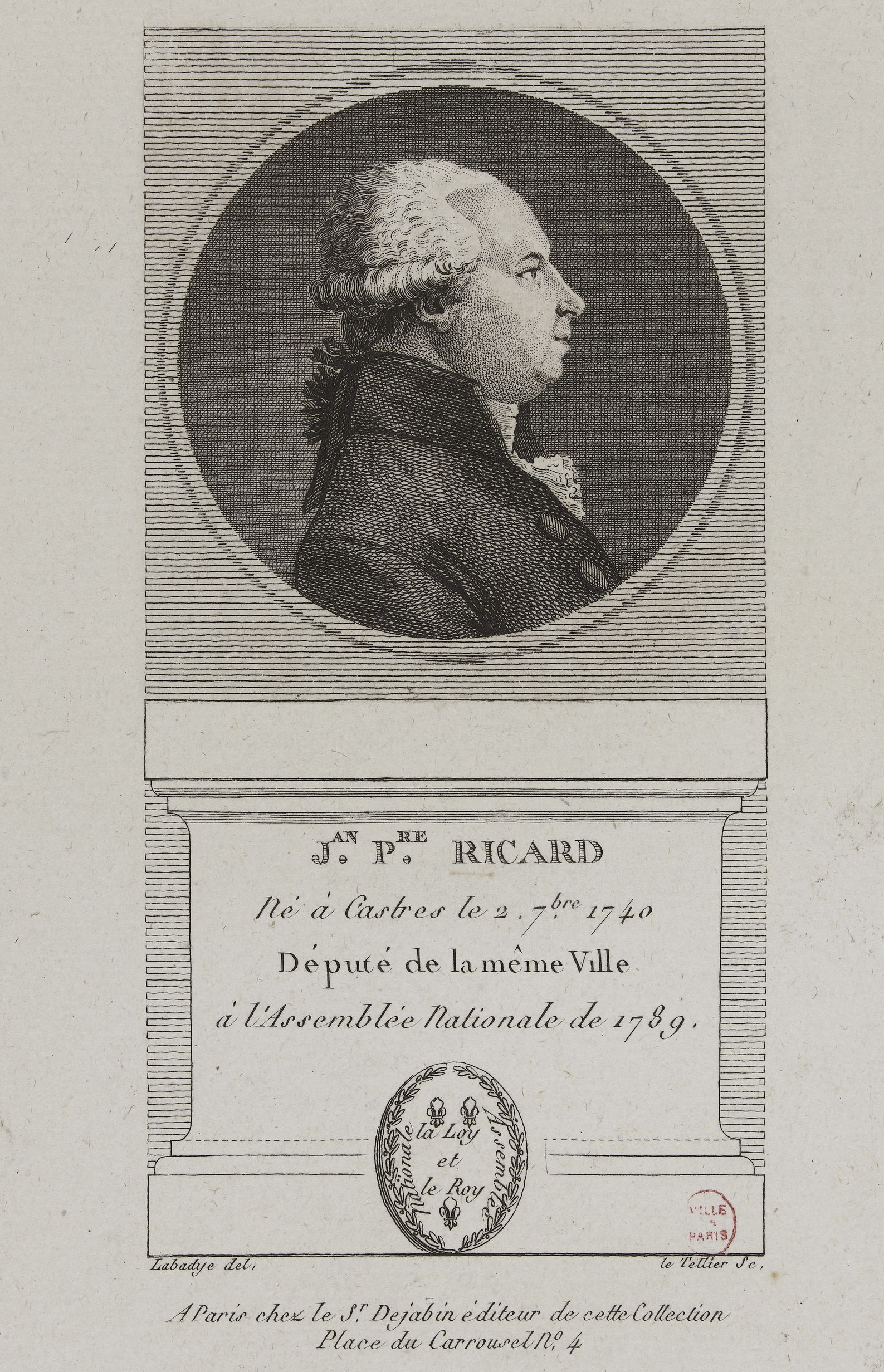
Profil de Jean-Pierre Ricard